# Coquimba chitzui
Coquimba chitzui is een mosselkreeftjessoort. De wetenschappelijke naam van de soort is voor het eerst geldig gepubliceerd in 2008 door Hu & Tao.